# Travelall
Travelall je album američkog americana/indie rock sastava Calexico, objavljen 2000. u izdanju Our Soil, Our Strength.

## Pozadina
Album je bio jedan u nizu onih koji su objavljeni u ograničenom izdanju te se prodavali samo na koncertima sastava. Sve su skladbe instrumentalne, a na albumu gostuju Doug McCombs, Rob Mazurek i Noel Kupersmith.

## Popis pjesama
| Br. | Skladba                                                    | Autor                                                      | Trajanje |
| --- | ---------------------------------------------------------- | ---------------------------------------------------------- | -------- |
| 1.  | »The Waves Crashing Silently Through The Dominator's Hull« | Burns, Convertino                                          | 6:51     |
| 2.  | »Fine Patina«                                              | Burns, Convertino                                          | 3:05     |
| 3.  | »The Night Is Upon Us«                                     | Burns, Convertino                                          | 5:28     |
| 4.  | »Cachaça«                                                  | Burns, Convertino                                          | 4:19     |
| 5.  | »Driving To Get Away«                                      | Convertino                                                 | 4:44     |
| 6.  | »Comes With A Smile«                                       | Burns                                                      | 2:26     |
| 7.  | »Lunada Lando«                                             | Burns                                                      | 2:14     |
| 8.  | »Piker Sam«                                                | Burns                                                      | 4:25     |
| 9.  | »Flat Handed And On The Wing«                              | Douglas McCombs, Joey Burns, Jon Birdsong, Noel Kupersmith | 13:02    |

## Osoblje

### Calexico
- John Convertino - vibrafon, marimba, bubnjevi, perkusije, harmonika i orgulje
- Joey Burns - kontrabas, čelo, gitare, loopovi, vokali, harmonika i orgulje

### Ostali glazbenici
- Jon Birdsong - vokali (9)
- Noel Kupersmith - bas (9)
- Doug McCombs - bas (9)
- Nick Luca - perkusije (4)
- Craig Schumacher - metalni zveket (2)
- Martin Wenk - truba (4)

### Produkcija
- Producenti - Joey Burns i John Convertino
- Snimatelji - Craig Schumacher i Nick Luca
- Omot - David Babbitt
- Fotografija (sastav) - Richard Fogar
- Fotografija (autobus Calexica) - Thomas Belhôm
- Fotografija (Shady Dell Trailer Park) - Joey Burns

## Vanjske poveznice
- Albumi Calexica